# Jean-Charles Richard
Jean-Charles Richard (* 17. Juli 1974 in Bourg-en-Bresse) ist ein französischer Jazzmusiker (Sopran- und Baritonsaxophon).

## Wirken
Richard lernte ab 1981 sein Instrument im Harmonieorchester von Mézériat. Er studierte dann an den Konservatorien von Bourg-en-Bresse, Mâcon, Dijon und dem CNSMD von Paris. 1992 erhielt er den 1. Preis für klassisches Saxophon.
Neben seiner Arbeit als klassischer Orchestermusiker hat er mit Jazzmusikern wie David Patrois, Claudia Solal, Pascal Bern, Antoine Hervé, Christophe Marguet, Jean-Marie Machado und Bernard Struber zusammengearbeitet. Er veröffentlichte zwei Alben unter seinem eigenen Namen, Faces (2006) und Traces (2012, im Trio mit Peter Herbert und Wolfgang Reisinger) sowie zwei Alben gemeinsam mit Christopher Culpo. Mit François Thuillier (Tuba) und Jean-Philippe Viret (Kontrabass) stellte er 2018 das Programm 60% de matière grave in Hamburg vor. In Zusammenarbeit mit Marc Copland erschien 2022 das Album L’étoffe des rêves, an dem die Sängerin Claudia Solal und der Cellist Vincent Ségal mitwirken. 
Im Jahr 2012 erhielt Richard für Traces den Grand Prix der Académie Charles-Cros.
Richard ist zudem Professor für Saxophon im Jazzstudiengang des Regionalkonservatoriums von Paris.